# Vaux-Villaine
 Vaux-Villaine  là một xã ở tỉnh Ardennes, thuộc vùng Grand Est ở phía bắc nước Pháp.